# Asaas
O Asaas é uma fintech brasileira que oferece uma conta digital focada na automação da gestão financeira e de cobranças para empresas. A startup é a 31ª instituição de pagamentos homologada pelo Banco Central do Brasil.
O software tem como objetivo automatizar fluxos financeiros e de vendas para empresas dos mais diferentes portes e segmentos, por meio da emissão de cobranças pelos principais métodos de pagamento do mercado. Além de oferecer uma régua de comunicação automática para as cobranças.

## História
A empresa foi fundada pelos irmãos Piero e Diego Contezini, que começaram a idealizar o projeto do Asaas ainda dentro da Informant, uma fábrica de software em que os dois eram sócios, juntamente com José Carlos Sardagna e Vinícius Roveda, fundadores da ContaAzul.
Na Informant, eles criaram diversos projetos de software para muitas empresas. Mas o sonho dos irmãos sempre foi o de construir uma aplicação focada em resolver um grande problema. Com o tempo e a experiência, eles perceberam que o real problema que gostariam de resolver é, na verdade, um dos desafios mais complexos de qualquer empresa: receber dinheiro. Na época, esse era um mercado pouco explorado e atendido.
E assim surgiu o Asaas, acrônimo para Automated Software A s A Service. Em 2014, o Asaas nasceu enquanto uma sociedade anônima e passou a receber investimentos de grandes parceiros, como Cventures e Parallax Ventures. Em 2020, a empresa recebeu o aporte de R$37 milhões, liberado pelo InovaBra Ventures, do Bradesco.
Como estratégia de crescimento, o Asaas fez a aquisição de duas empresas em 2021: o Base ERP, startup de Curitiba e a Code Money, startup de Brusque. As soluções foram incorporadas ao produto primário de conta digital, com foco em automatizar processos manuais de três áreas: serviços financeiros (e bancários), tarefas administrativas (secundárias) e vendas.
Em 2022, o Asaas recebeu a licença cedida pelo Banco Central do Brasil para operar com crédito, o SCD. Já em 2023, a empresa recebeu um novo aporte de R$ 100 milhões em investimento realizado pela Bradesco Private Equity & Venture Capital, Parallax Ventures, Light Capital Group e Escala, e pela gestora TM3 Capital, que entrou para o captable da startup. Além da captação de R$ 50 milhões via FIDC para ampliação da oferta de crédito aos clientes, via antecipação de recebíveis.
Em 2024 o Asaas anunciou sua terceira aquisição, a Nexinvoice. A startup paulista faz parte do grupo Guiando, referência nacional em TEM (telecom expense management), e desenvolve uma automação de contas a paga, ampliando ainda mais os serviços financeiros oferecidos pelo Asaas.

## Prêmios e reconhecimentos
- 2019: Asaas é reconhecida como uma das 100 startups mais inovadoras da América Latina pelo Innovation Awards Latam Ranking.[11]
- 2019: Asaas entra na lista de fintechs para ficar de olho, divulgada pela Forbes.[12]
- 2019: Conquista do Selo RA1000, que destaca as empresas com melhor índice de atendimento no ReclameAqui.[13]
- 2020: Asaas entra na lista Latka das 250 empresas SaaS que mais crescem.[14]
- 2020: Asaas é incluída na lista das 100 startups to watch, divulgada pela PEGN e Época Negócios.[15]
- 2020: Conquista do Prêmio ReclameAqui, na categoria de empresa que mais evoluiu.[16]
- 2021: Asaas é considerada uma das melhores fintechs do Brasil, pelo jornal britânico Daily Finance.[17]
- 2021: Asaas é autorizado pelo Bacen a atuar como a 31º Instituição de Pagamentos do Brasil.[18]
- 2023: Asaas recebe o selo Great Place to Work, e entra para lista de melhores empresas para trabalhar.[19]
- 2023: Asaas entra no ranking EXAME Negócios em Expansão.[20]